# 썬더볼츠*
《썬더볼츠*》(영어: Thunderbolts*)는 마블 코믹스의 팀 썬더볼츠를 기반으로 한 2025년 미국의 슈퍼히어로 영화이다. 마블 스튜디오가 제작하고 월트 디즈니 스튜디오스 모션 픽처스가 배급한 이 영화는 마블 시네마틱 유니버스의 36번째 작품이다. 제이크 슈라이어가 감독을 맡았으며, 에릭 피어슨과 조애나 칼로가 각본을 맡았다. 주연으로는 플로렌스 퓨, 세바스찬 스탠, 와이엇 러셀, 올가 쿠릴렌코, 루이스 풀먼, 제럴딘 비스워너던, 크리스 바워, 웬들 피어스, 데이비드 하버, 해나 존카먼, 줄리아 루이드라이퍼스가 있다. 이 영화에서 한 무리의 안티히어로들이 치명적인 함정에 빠져 위험한 임무를 함께 수행하게 된다.
2021년부터 마블 스튜디오는 MCU에 썬더볼츠 팀을 결성할 것이라는 몇몇 정보들을 공개하기 시작했다. 2022년 6월 마블 스튜디오는 제이크 슈라이어와 에릭 피어슨을 필두로 팀에 대한 영화 제작을 시작했다. 같은 해 9월 영화에 참여하는 배우들의 캐스팅이 대부분 완료되었고, 2023년 초에 추가 캐스팅이 이루어졌다. 2023년 3월 이성진이 각본 재작업에 투입되었는데, 그는 슈라이어와 함께 넷플릭스 시리즈 《성난 사람들》(2023–현재)에서 작업한 여러 창작자 중 한 명이다. 2023년 할리우드 노동자 파업으로 인해 제작이 지연되었고, 2024년 초에 일부 캐스팅 변경이 있었다. 캘로는 그때까지 추가 각본 작업을 위해 합류했다. 촬영은 2024년 2월부터 6월까지 조지아주 애틀랜타의 트릴리스 스튜디오와 애틀랜타 메트로 스튜디오에서 진행되었으며, 유타주와 쿠알라룸푸르에서도 로케이션 촬영이 이루어졌다.
《썬더볼츠*》는 2025년 4월 22일 영국 런던 시네월드 레스터 스퀘어에서 초연했고, 5월 2일 미국에서 개봉했으며, MCU 페이즈 5의 마지막 영화이다. 영화의 엔딩은 썬더볼츠 팀이 "뉴 어벤저스"로 리브랜딩되었음을 밝히며, 엔딩 크레딧은 영화 제목의 별표가 더 뉴 어벤저스를 의미한다는 것을 보여준다. 영화 개봉 후, 마블 스튜디오는 해당 제목으로 홍보하기 시작했다. 평론가들의 긍정적인 평가에도 불구하고, 《썬더볼츠*》는 1억 8천만 달러의 제작비에 비해 3억 8100만 달러의 흥행 수익을 기록하며 2025년 7번째로 높은 수익을 올린 영화가 되었으나, 흥행에는 미치지 못했다.

## 줄거리
말레이시아에서 옐레나 벨로바는 CIA 국장 발렌티나 알레그라 드 폰테인을 대신하여 O.X.E. 그룹의 "센트리" 초인간 프로젝트에 관여한 흔적을 감추기 위해 실험실을 파괴한다. 드 폰테인은 O.X.E. 그룹과의 작업으로 인한 탄핵 위기에 처하자, 벨로바, 존 워커, 고스트(에이바 스타), 태스크마스터를 임무를 가장하여 비밀 O.X.E. 시설로 파견한다. 그곳에서 요원들은 서로를 상대로 한 치명적인 대결을 벌이게 되고, 이 과정에서 에이바가 안토니아를 살해한다. 일행은 예기치 않게 밥이라는 이름의 기억상실증 남자를 발견한다. 그들은 드 폰테인이 비리 증거와 함께 소각시키기 위해 자신들을 보냈다는 사실을 알게 된 후 함정에서 탈출하는 데 성공한다. 밥과 물리적으로 접촉하자 옐레나와 워커는 잠시 자신들의 최악의 기억 중 일부를 환영으로 경험한다.
드 폰테인은 그룹이 생존했다는 사실을 알게 되고, 여기에는 센트리 실험 중 사망한 것으로 추정되었던 밥도 포함되어 있다. 그가 현장에 도착했을 때, 밥은 적 일당의 총격을 유도하여 벨로바, 워커, 에이바가 탈출할 수 있도록 주의를 분산시키나, 총격을 받고도 부상을 입지 않는다. 이후 밥은 통제 불능 상태로 공중으로 상승하다가 기절한 채 단지로 추락하여 체포되고, 맨해튼에 있는 과거 어벤져스 타워(현재는 "워치타워"로 개명됨)로 이송된다. 드 폰테인은 밥을 어벤저스와 유사한 초능력을 가진 수호자로 언론에 소개하여 탄핵을 모면하려는 홍보 전략을 세운다. 한편, 프리랜서 운전기사로 일하던 알렉세이 쇼스타코프는 드 폰테인의 계획에 대한 정보를 우연히 듣게 되어 벨로바, 워커, 에이바를 구출한다. 알렉세이는 벨로바의 어린 시절 축구팀에서 영감을 받아 이 그룹을 "썬더볼츠"라고 명명한다.
썬더볼츠는 드 폰테인의 요원들에게 추격당하다가 결국 버키 반즈 의원에게 체포되는데, 그는 이들이 드 폰테인의 탄핵 절차에서 증언하기를 원한다. 밥이 드 폰테인의 최고 기밀 실험 대상자였다는 사실을 알게 된 반즈는 그룹과 연합하여 워치타워에 침입하기 위해 뉴욕으로 향한다. 썬더볼츠는 드 폰테인이 밥을 자신들의 편으로 설득했다는 사실을 발견한다. 드 폰테인의 명령에 따라 밥은 썬더볼츠를 쉽게 제압하지만, 더 이상 위협이 아니라고 판단하여 그들이 후퇴하도록 허락한다. 밥은 신과 같은 우월감에 빠져 드 폰테인에게 반기를 드는 순간, 드 폰테인의 보좌관 멜이 킬 스위치로 그를 무력화시킨다. 이것이 밥의 파괴적인 분신이자 시술과 이미 파편화된 정신으로 인해 생성된 그의 우울감과 불안감의 구현체인 보이드의 출현을 촉발하고, 보이드는 뉴욕시를 초자연적인 어둠으로 뒤덮어 시민들을 그들의 최악의 공포와 기억을 경험하게 하는 포켓 차원에 가둔다.
보이드를 막을 유일한 방법이 내부에서부터라는 것을 깨달은 옐레나는 밥의 의식에 도달하기 위해 어둠 속으로 들어간다. 그곳에서 그는 블랙 위도우로서의 자신의 괴로운 과거와 마주하게 되고, 아버지의 학대를 피해 숨었던 어린 시절 침실을 재현한 공간에 숨어 있는 밥을 발견한다. 곧 다른 썬더볼츠 멤버들도 합류하여 함께 말레이시아에서 밥이 처음 실험을 받았던 기억으로 돌아간다. 그곳에서 밥은 목적 없는 마약 중독자가 된 후 자신을 개선하고자 자원하여 시술에 참여했다. 썬더볼츠는 보이드와 대면하지만 순식간에 제압당한다. 분노로 가득 차 보이드를 공격하는 밥이 잠식되어 완전히 소멸될 위기에 처하자, 팀은 개입하여 그에 대한 믿음을 확인시켜준다. 그들의 연대는 밥에게 힘을 실어주어 보이드를 극복하게 하고, 도시는 빛을 되찾아 원래대로 돌아온다.
위협이 제거된 후, 썬더볼츠는 드 폰테인을 체포하고자 준비한다. 그러나 드 폰테인은 언론 기자회견을 통해 대중의 인식을 조작하여 그들을 뉴 어벤저스로 소개한다. 썬더볼츠는 마지못해 동의하지만, 옐레나는 드 폰테인에게 "이제 당신은 우리 소유"라고 조용히 말한다. 쿠키 영상에서 뉴 어벤저스와 밥은 어벤저스에 대한 샘 윌슨과의 최근 불화와 상표권 침해 소송, 그리고 우주 공간에서의 지속적인 문제에 대해 논의하던 중 큰 "4" 문양이 있는 차원 간 우주선의 조난 신호를 받는다.

## 출연진
- 플로렌스 퓨 - 옐레나 벨로바:

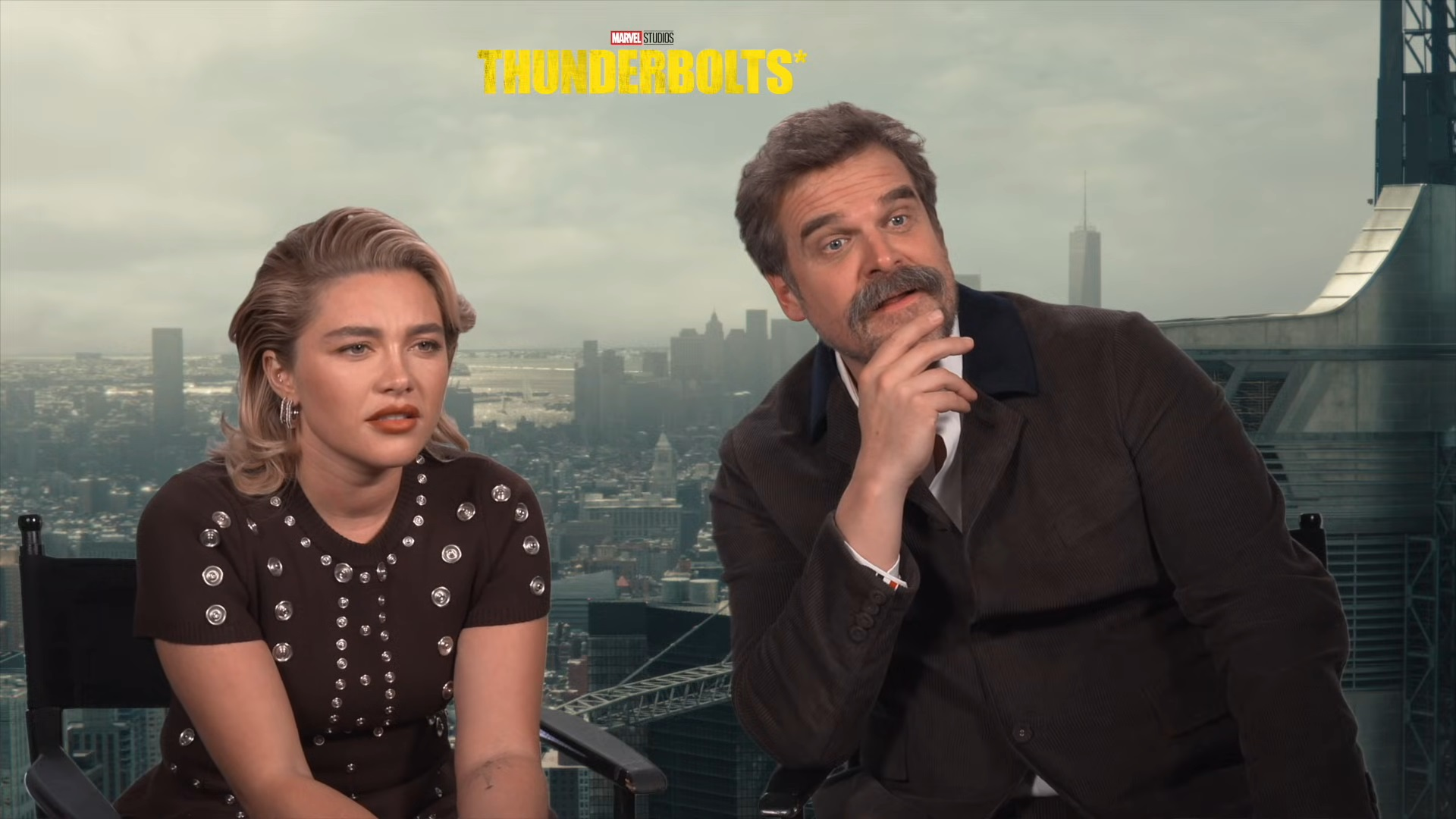
플로렌스 퓨(왼쪽)와 데이비드 하버는 영화에서 옐레나 벨로바와 알렉세이 쇼스타코프 간의 관계를 더욱 탐구한다.

썬더볼츠의 일원 중 한 명으로, 레드룸에서 블랙 위도우 암살자로서 훈련받은 경력을 지닌 인물이다. 퓨는 이 캐릭터가 영화 《어벤져스: 엔드게임》(2019)에서 입양된 언니 나타샤 로마노프 / 블랙 위도우의 죽음을 포함한 최근 마블 시네마틱 유니버스(MCU) 작품들의 충격적인 사건들로 인해 깊은 영향을 받았다고 밝혔다. 공동 각본가 에릭 피어슨은 로마노프의 상실이 다뤄지긴 했지만, 과거에 지나치게 머무르기보다는 "앞으로 나아가는 것"에 초점을 맞춰 벨로바에게 "향후 중요한 리더십 역할"을 부여하려 했다고 전했다. 퓨는 썬더볼츠가 뉴 어벤저스로 불릴 것이라는 설정에 충격을 받았으며, 벨로바가 그 팀의 일원이 된 것이 “아마 그녀를 살아가게 하는 원동력”이며, 자신을 필요로 하는 가족 단위 속에서 다시금 사랑받고 있다고 느끼게 해주는 역할이라고 말했다. 바이올렛 맥그로는 영화 《블랙 위도우》(2021)에서 어린 옐레나 역으로 다시 출연한다.
- 세바스티안 스탄 - 버키 반즈 / 윈터 솔져:

사이버네틱 팔을 가진 강화 슈퍼 솔저로, 썬더볼츠 팀의 사실상 리더이다. 제2차 세계 대전 중 전사한 것으로 알려졌으나, 이후 세뇌된 암살자로 현대에 다시 등장했다. 그의 세뇌 프로그래밍은 제거되었고, 현재는 미국 하원 의원으로 선출되었다. 각본가 에릭 피어슨은 반즈가 원래는 정치인들을 "선전"하는 데 도움이 되는 "일종의 [정치] 로비스트"로 설정되어, 캐릭터가 타락한 것처럼 보이게 하다가 나중에 드 폰테인을 조사하기 위한 위장이었음이 밝혀지는 것으로 썼다고 밝혔다. 피어슨이 작업한 후 케빈 파이기는 반즈를 로비스트 대신 하원의원으로 설정하자고 제안했다. 스탠은 반즈를 영화 《뻐꾸기 둥지 위로 날아간 새》(1975)에서 잭 니컬슨이 연기한 랜들 맥머피에 비유하면서, 혼란스럽고 타락한 이들로 구성된 집단에 들어와 그들을 하나로 묶어야 하는 인물이라는 점에서 두 캐릭터가 닮았다고 말했다.
- 와이엇 러셀 - 존 워커 / U.S. 에이전트:

강화된 슈퍼 솔저이자 썬더볼츠의 일원. 그는 과거 미국 육군 레인저 부대의 훈장을 받은 대위였으며, 정부로부터 스티브 로저스의 후계자로 캡틴 아메리카의 이름을 이어받도록 지명되었다. 그러나 디즈니+ 미니시리즈 《팔콘과 윈터 솔져》(2021)에서 명예롭지 못한 사유로 전역 처분을 받았다.
- 올가 쿠릴렌코 - 안토니아 드레이코프 / 태스크마스터:

상대의 전투 스타일을 그대로 모방할 수 있는 '사진 반사 신경'을 지닌 암살자. 과거에는 아버지 드레이코프의 통제 아래 레드룸을 위해 임무를 수행했으나, 《블랙 위도우》에서 로마노프에 의해 해방되었다.
- 루이스 풀먼 - 로버트 "밥" 레이놀즈 / 센트리 / 보이드:

기억상실증을 앓고 있는 초능력자로, 모든 어벤저스를 합친 것보다 더 강력할 수 있다고 여겨지는 인물이다. 보이드는 그림자에 완전히 휩싸인 센트리의 또 다른 자아로, 무적이며 어둠을 퍼뜨리고 사람들을 그림자로 바꿔버릴 수 있으며, 그들이 최악의 공포와 기억을 경험하게 하는 차원으로 보낼 수 있다. 밥의 정신 건강 인물호는 감독 제이크 슈라이어의 실제 친구의 경험에서 영감을 받아 구축한 것이다. 배우 풀먼은 《탑건: 매버릭》(2022)에서 로버트 “밥” 플로이드 중위를 연기한 직후 이 역할에 캐스팅되면서, 감독 슈라이어에게 혹시 이번 캐릭터 이름을 ‘밥’이 아니게 바꿀 수 없겠냐고 농담 섞인 질문을 했으나, 슈라이어는 원작 코믹스를 존중하기 위해 이름을 바꿀 수 없다고 답했고, 퓰먼도 이를 받아들이며 나중에는 오히려 이름에 애정을 갖게 되었다.
- 제럴딘 비스워너던 - 멜:

발렌티나 알레그라 드 폰테인의 보좌관. 멜은 《어벤져스》(2012)에서 어벤져스가 처음 결성됐을 당시 고등학생이었다. 비스워너던은 멜이 내면에서 겪는 도덕적 갈등에 공감하며, 특히 “직장 생활을 시작할 때 가졌던 낙관주의와 이상주의가 현실 속에서 어떻게 도전받는지, 그리고 세상에 선한 영향을 미치는 일이 생각보다 훨씬 더 어려울 수 있다는 점”에 대해 이야기했다.
- 크리스 바워 - 홀트:
 O.X.E. 그룹의 보안관.[22]

- 웬들 피어스 - 개리:
 드 폰테인을 탄핵하려는 강경한 의원.[24][25]

- 데이비드 하버 - 알렉세이 쇼스타코프 / 레드 가디언:

캡틴 아메리카의 러시아판 슈퍼 솔져이자 벨로바에게 아버지 같은 존재인 썬더볼츠의 일원. 하버는 이번 영화가 《블랙 위도우》에서 처음 소개된 쇼스타코프와 벨로바 사이의 복잡한 관계를 더 깊이 탐구한다고 밝혔다. 그는 벨로바가 쇼스타코프를 참을 수 없어 하지만, 자신을 완전하게 만들어 줄 누군가를 필요로 하고, 쇼스타코프가 그 역할을 한다고 언급했다.
- 해나 존카먼 - 에이바 스타 / 고스트:

사물을 통과할 수 있는 능력을 가진 썬더볼츠의 일원. 존카먼은 이번 영화가 《앤트맨과 와스프》(2018)에서 처음 등장했던 캐릭터와는 다른 면모를 보여준다고 밝혔으며, 이제 고스트는 더 이상 분자 불안정 상태에 있지 않고, 침착하고 단호하게 자신의 능력을 제어할 수 있게 되었다고 말했다.
- 줄리아 루이드라이퍼스 - 발렌티나 알레그라 드 폰테인:

백작부인이자 중앙정보국(CIA) 국장으로, 썬더볼츠 멤버들을 모은 장본인이다. 이 영화에서는 드 폰테인이 《스파이더맨: 홈커밍》(2017)에서 토니 스타크로부터 어벤져스 타워를 매입했으며, 현재는 '워치타워'로 불린다는 설정이 확립된다. 루이스-드레이퍼스는 드 폰테인을 '권력과 통제력을 원하며, 마블 유니버스 안에서 강력한 존재가 되기를 원하는 인물'이라고 설명했다. 그녀는 또 권력을 잃는 것이 드 폰테인의 가장 큰 약점이라고 덧붙이며, “드 폰테인은 자신에게 권력이 없다는 사실을 자각하지 못하고, 꼭 그것이 필요하지도 않다는 것을 이해하지 못한다. 하지만 그녀에게 있어 권력의 상실은 파괴적인 개념이며, 결코 용납할 수 없는 일이다”라고 말했다. 루이스-드레이퍼스는 이번 영화에서 드 폰테인의 과거 이야기를 다루는 것이 ‘매우 반가운 놀라움’이었다고 말했으며, 보이드와의 조우 장면에서 그녀가 회상에서 아버지의 죽음을 목격했던 기억을 다시 체험하면서 그녀가 어떤 배경을 지녔는지를 드러낸다고 밝혔다. 그녀는 그 순간의 드 폰테인을 ‘열린 상처’와 같은 상태였으며, 아무런 통제력도 없었다고 느꼈다. 키아라 스텔라가 회상 장면에서 어린 발렌티나를 연기한다.
추가적으로, 가브리엘 바인드로스는 《팔콘과 윈터 솔져》와 마찬가지로 워커의 아내 올리비아 역으로 다시 출연한다.
- 레이첼 와이즈 - 멜리나 보스토코프

## 제작

### 개발
마블 시네마틱 유니버스(MCU) 영화 가디언즈 오브 갤럭시(2014) 제작 중, 감독 제임스 건은 "반영웅이자 슈퍼 범죄자" 집단인 마블 코믹스 팀 썬더볼츠를 기반으로 한 영화 제작에 관심을 표명했다. 마블 스튜디오 사장 케빈 파이기는 이것이 가디언즈 오브 갤럭시의 성공에 따라 가능성이 있다고 말했다. 2021년 5월, 건은 DC 확장 유니버스(DCEU) 영화 더 수어사이드 스쿼드(2021)를 감독한 후에는 더 이상 이 아이디어에 관심을 두지 않았다. 수어사이드 스쿼드의 팀은 썬더볼츠와 유사한 개념을 기반으로 하기 때문이다. 2018년 6월, 해나 존카먼은 MCU 영화 앤트맨과 와스프(2018)의 에이바 스타 / 고스트 역으로 잠재적인 썬더볼츠 영화에 다시 출연하는 것에 대한 열의를 표명했는데, 고스트의 만화 버전이 팀의 멤버임을 고려했다.
썬더볼츠 팀이 MCU에 도입될 것이라는 추측은 2019년 중반에 다니엘 브륄이 팔콘과 윈터 솔져(2021)에서 MCU 영화 캡틴 아메리카: 시빌 워(2016)에서 맡았던 헬무트 제모 역으로 출연할 것이라는 발표가 있은 후 시작되었다. 이 시리즈는 줄리아 루이드라이퍼스를 발렌티나 알레그라 드 폰테인 역으로 소개하고, 그녀가 와이엇 러셀의 존 워커 / U.S. 에이전트를 영입하는 것을 보여준다. 드 폰테인은 MCU 영화 블랙 위도우(2021)의 쿠키 영상에서 플로렌스 퓨의 옐레나 벨로바와 함께 일하는 모습도 보여준다. 평론가들은 그녀가 썬더볼츠와 같은 빌런 또는 반영웅 팀을 모집하고 있다고 추측했으며, 일부는 팔콘과 윈터 솔져에 그 팀이 등장할 수 있다고 느꼈다. 총괄 프로듀서 네이트 무어는 썬더볼츠가 프로젝트에 고려된 적이 없다고 말했는데, 이는 그들이 "이야기를 흐리게 하고" 시리즈의 다른 측면에서 벗어나게 할 것이기 때문이라고 했다. 총괄 작가 말콤 스펠먼은 팀의 MCU 도입 가능성에 대해 "많은 이야기가 오갔다"며 "팬들이 미쳤는지 아닌지는 모르겠다"고 덧붙였다.

2022년 9월 D23 엑스포에서 공개된 컨셉 아트로, 주요 출연진이 의상을 입고 있다: (왼쪽부터) 발렌티나 알레그라 드 폰테인 역의 줄리아 루이드라이퍼스, 고스트 역의 해나 존카먼, 레드 가디언 역의 데이비드 하버, 옐레나 벨로바 역의 플로렌스 퓨, 버키 반즈 역의 세바스티안 스탄, U.S. 에이전트 역의 와이엇 러셀, 태스크마스터 역의 올가 쿠릴렌코

블랙 위도우 작업 후, 작가 에릭 피어슨은 썬더볼츠 영화 아이디어를 마블 스튜디오에 가져왔는데, 퓨가 벨로바가 "타고난 리더"임을 감안할 때 영화의 주연을 맡을 잠재력이 있다는 것을 깨달았다. 그는 벨로바가 썬더볼츠를 이끌고 드 폰테인에 맞서는 이야기의 잠재력에 매료되었다. 벨로바를 이야기의 중심으로 삼으면서 피어슨은 그녀의 아버지인 알렉세이 쇼스타코프 / 레드 가디언을 팀에 포함시키기로 결정했으며, 고스트를 쓰고 싶었기 때문에 고스트도 포함시켰다. 버키 반즈도 몇 번의 초안을 거쳐 팀에 추가되었다. 팀의 명단은 결국 벨로바, 쇼스타코프, 고스트, 반즈, 워커, 그리고 안토니아 드레이코프 / 태스크마스터로 구성되었으며, 밥 레이놀즈 / 센트리는 곧 추가되었다. 이 명단은 이후 초안에서도 일관되게 유지되었다. 팀원들을 선택하기 위해 제작진은 MCU 캐릭터 명단을 훑어보며 "단순히 좋은 사람이 될 수 있는 악당이 아니라 도덕적으로 회색 지대에 존재하는 캐릭터나 잠재적으로 다른 목적을 가지고 있었지만 뭔가 잘못된" 캐릭터들을 찾았다. 피어슨은 벨로바를 마이클 콜레오네에, 반즈를 톰 헤이건에 비유했는데, 이들은 마리오 푸조의 소설 대부(1969)의 캐릭터들이다. 일부 초기 초안에서 피어슨은 빌 포스터 / 골리앗을 포함시켜 앤트맨과 와스프에서 고스트와의 관계를 이어가게 했고, 영화 막바지에 팀에 합류하도록 했다. 그는 결국 영화에서 삭제되었는데, 부분적으로는 포스터가 "이 다른 캐릭터들이 가지고 있던 통일된 주제인 배경 트라우마를 가지고 있지 않았기" 때문이었다.
2022년 6월, 제이크 슈라이어는 피어슨의 각본으로 썬더볼츠의 감독을 맡게 되었고, 파이기가 프로듀싱을 맡았다. 슈라이어는 마블 스튜디오 경영진을 "감탄하게 한" 프레젠테이션 후 고용되었다. 그 당시 스튜디오는 배우들과 접촉하여 영화에 다시 출연할 수 있는지 논의 중이었다. 슈라이어는 영화를 제안하면서 맨-씽을 팀의 멤버로 포함시키는 것을 고려했으나, 피어슨은 그를 "예측할 수 없는 생물"이라고 부르며 그의 포함이 스토리상 말이 되도록 할 방법을 찾을 수 없었다고 설명했는데, 이는 부분적으로 그 캐릭터가 밥으로부터 시각적 및 서사적 관심을 끌어냈기 때문이었다. 초기 초안부터 일관되게 유지된 또 다른 핵심 개념은 멤버들이 서로를 죽이도록 보내지는 것이었는데, 슈라이어는 이는 마블 스튜디오 버전의 수어사이드 스쿼드를 기대하는 관객들에게 "깔끔한 반전"을 제공한다고 믿었다. 피어슨 또한 썬더볼츠가 수어사이드 스쿼드(2016)와 더 수어사이드 스쿼드 모두에서 관객들에게 익숙했을 "권위자가 범죄자들을 강제로 협력시키는" 그 팀의 스토리라인을 "재탕"하지 않는 것이 중요하다고 믿었다. 따라서 영화에 만화에서 팀을 결성한 리더인 제모나 태디어스 로스를 포함시키는 것은 말이 되지 않았다. 슈라이어는 제모를 통합하려고 노력하고 싶었지만 말이다. 피어슨은 두 캐릭터의 포함이 서사적으로 말이 된다면 논의되었을 것이라고 말하며, 이는 만화를 존중하는 것이었겠지만, 서비스컷을 위해서라면 그들을 등장시키지 않았을 것이라고 했다. 제모는 초기 쿠키 영상 아이디어에 포함되었는데, 그는 영화 《유주얼 서스펙트》(1995)의 빌런인 카이저 소제처럼 감옥에서 "줄을 조종하는" 모습으로 보여졌을 것이지만, 이것은 빠르게 폐기되었다. 영화는 7월 샌디에이고 코믹콘 (SDCC)에서 2024년 7월 26일 개봉일과 함께 공식적으로 발표되었다. 이 영화는 MCU 페이즈 5의 마지막 영화가 될 예정이었다.

### 사전 제작
2022년 9월, 데드라인 할리우드의 저스틴 크롤은 이 영화를 벨로바의 스핀오프로 묘사했는데, 그녀가 반영웅 팀을 이끌 것으로 예상되었고, 퓨와 러셀이 그들의 역할을 다시 맡고 브륄이 포함될 것으로 예상되었다. 그 달 말 D23 엑스포에서, 퓨, 러셀, 존카먼, 루이드라이퍼스가 세바스티안 스탄의 반즈, 데이비드 하버의 레드 가디언, 올가 쿠릴렌코의 태스크마스터와 함께 주연을 맡는 것이 확인되었으며, 이들 모두는 이전 MCU 프로젝트에서 맡았던 역할을 다시 맡았다. 퓨는 썬더볼츠와 또 다른 MCU 영화 출연료로 8자릿수 금액을 받기로 했다. 팀 캐스팅 발표 전, 평론가들은 어보미네이션이나 클린트 바튼과 같은 캐릭터들이 포함될 수도 있다고 제안했었다. 슈라이어는 캐릭터들의 역동성을 영화 《저수지의 개들》(1992), 《로닌》(1998), 그리고 《미션 임파서블: 고스트 프로토콜》(2011)에 비유했는데, 이들은 모두 "서로 맞지 않는 팀이 강제로 함께 일하는" 이야기이다. 그는 또한 영화 《토이 스토리 3》(2010)에서 덜 가능성 있는 영감을 지적하며, 썬더볼츠 멤버들이 그 영화에서 토이 스토리 캐릭터들처럼 모두 쓸모없어지는 상황에 직면해 있다고 말했다. 하버는 이 영화가 MCU에서 독특할 것이라고 말하며, 주연 배우들을 "어벤저스에 어울리지 않는 여러 부적응자들과 낙오자들, 패배자들"이라고 묘사했다. 퓨는 이 캐릭터들을 통합하는 즐거움은 그들이 "서로 잘 어울리지 않는다"는 점이었다고 말했으며, 러셀은 이 영화가 흥미롭고 재미있으며 "단순한" 마블 영화가 아닐 것이라고 확신했다. 언론인 제프 스나이더는 피어슨의 각본이 그가 또한 쓴 블랙 위도우에서 돌아온 캐릭터들에 너무 집중했고, 마블 스튜디오는 다른 캐릭터들이 더 동등한 역할을 갖도록 하여 앙상블 영화처럼 느껴지기를 원했다고 보도했다. 슈라이어는 이 영화가 블랙 위도우의 속편이 아니라 MCU의 "다른 부분에서 온 사람들의 샘플링"이라고 생각하며, 작가들이 벨로바와 쇼스타코프의 블랙 위도우에서 확립된 관계를 포함하여 모든 그들의 역사를 활용했음을 인정했다. 피어슨의 초안 중 하나는 벨로바가 바튼을 죽이도록 보낸 것에 대해 드 폰테인과 대립하는 장면으로 시작했는데, 이는 블랙 위도우의 쿠키 영상에서 확립되어 디즈니+ 시리즈 호크아이(2021)에서 이어진 스토리라인을 발전시켰다. 피어슨은 그들의 대립이 드 폰테인의 조작을 강조하는 데 도움이 되었지만 궁극적으로는 이야기와 관련이 없었다고 말했다.

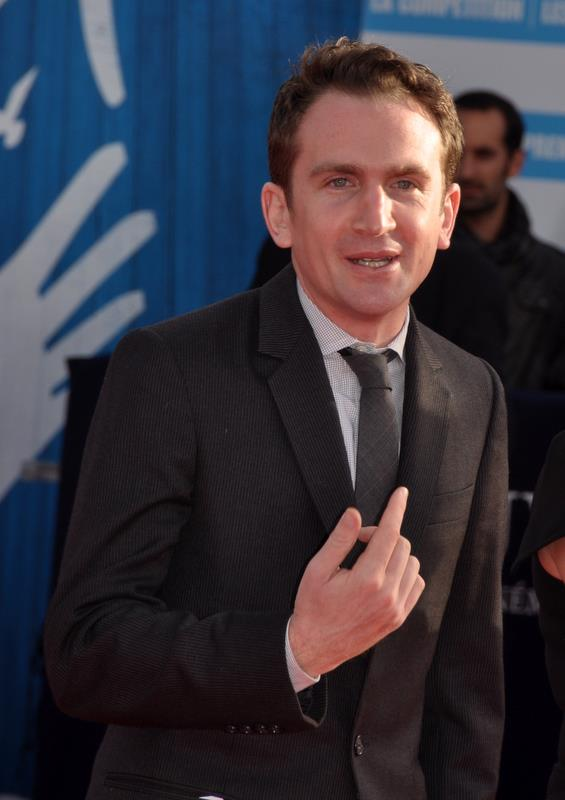
여러 제작진이 성난 사람들에서 제이크 슈라이어 감독과 함께 썬더볼츠* 작업에 복귀했으며, 그 시리즈와 유사하게 정신 건강을 탐구했다.

아요 어데버리는 2023년 1월 드 폰테인의 조수 멜 역으로 캐스팅되었고, 이때 루이드라이퍼스는 촬영이 그해 6월에 시작될 것이라고 말했다. 2월에는 스티븐 연이 센트리 역으로 캐스팅되었으며, 향후 MCU 영화에 계속 출연할 가능성이 있었다. 연은 슈라이어와 넷플릭스 시리즈 성난 사람들(2023–현재)에서 함께 작업했으며, 감독은 이 캐릭터를 추가할 때 이 배우를 염두에 두었다. 다음 달, 성난 사람들 제작자 이성진은 슈라이어의 요청으로 각본을 다시 쓰고 있으며, 이 프로젝트에 그를 끌어들인 "많은 주제와 흥미로운 것들"이 있다고 밝혔다. 그는 슈라이어와 긴밀하게 각본을 작업했으며, 성난 사람들과 달리 썬더볼츠는 슈라이어의 프로젝트였고, 영화의 큰 범위와 규모를 고려할 때 시리즈와는 다른 각본 요구 사항이 있었다고 언급했다. 팀이 대체로 일관되었기 때문에 슈라이어는 이후 초안에서 멜과 게리 의원과 같은 "주변부" 캐릭터들을 "더 깊이 파고들어" 그들의 아크를 "공감할 수 있는 것으로 묶어내는" 작업을 했다.
2023년 5월 초, 작가조합 파업으로 인해 촬영이 연기되었고, 파업 종료 후 재개될 예정이었다. 6월에는 개봉일이 2024년 12월 20일로 연기되었고, 유타주 영화위원회는 썬더볼츠가 에머리군과 그랜드군, 유타주에서 촬영될 예정이며, 주에 450만 달러 이상을 지출할 것이라고 발표했다. 차펙은 "현실적이고 전 세계를 배경으로 하는 영화"가 여러 실제 촬영 장소를 사용할 것이며, 유타주 장소는 "세상의 손길이 닿지 않은" 느낌을 주었기 때문에 선택되었다고 말했다. 산자 밀코빅 헤이즈는 MCU 영화 캡틴 마블(2019)과 스파이더맨: 노 웨이 홈(2021)에서 작업한 후 의상 디자이너를 맡았다. 11월 배우조합 파업이 끝났을 때, 개봉일은 다시 2025년 7월 25일로 연기되었다. 파업에서 복귀한 후, 슈라이어와 제작진은 각본을 재검토할 수 있었다. 그들은 "긴장감과 예측 불가능성"이 없다고 판단했으며, 이 캐릭터들이 누구인지 고려할 때 누가 살아남을지 알 수 없는 긴장감이 있어야 하는데 영화가 "피 한 방울 없는" 느낌이라고 느꼈다. 이를 해결하기 위해 그들은 영화에서 태스크마스터의 역할을 재작업하기로 결정했고, 영화 초반에 그녀를 "일찍 건조하게" 죽여 그녀의 죽음이 "울림을 주고" 영화 내내 다른 캐릭터들의 운명에 영향을 미치도록 했다. 영화 후반에 죽음을 발생시키는 것도 논의되었지만, 슈라이어는 그로 인한 슬픔이 영화 나머지 부분에 "드리워져" 벨로바와 밥 사이의 강한 유대감을 형성하려는 의도된 스토리라인에서 벗어나게 할 것이라고 말했다.:0:55–3:55 피어슨의 원래 초안에서 태스크마스터는 마지막까지 살아남았고, 고스트와 유대감을 형성하는 서브플롯과 다른 캐릭터들과 친구가 되었다는 사실을 계속 잊어버리고 워커를 암살하려 하는 반복되는 농담이 있었다. 피어슨은 태스크마스터를 죽이기로 한 결정이 왜 내려졌는지 이해했으며, 기억상실 암살 농담이 밥의 캐릭터 아크와 너무 비슷하여 그 또한 기억상실을 다루고 있었기 때문이라고 믿었다. 또한, 그의 쿠키 영상에 정복자 캉을 등장시키는 아이디어는 마블 스튜디오가 그 스토리라인에서 벗어나기로 결정했기 때문에 포기되었다.
파업으로 인한 제작 지연 후, 촬영은 2024년 3월 또는 4월경에 시작될 예정이었다. 연은 2024년 1월 제작 지연으로 인한 스케줄 문제로 하차했지만, 향후 MCU 영화 작업에 대한 관심을 표명했다. 마블이 연의 역할을 재캐스팅할지 재고할지는 불분명했지만, 그 달 말 루이스 풀먼이 센트리 역으로 연을 대체할 스튜디오의 최고 선택으로 밝혀졌고, 그의 캐스팅은 곧 확인되었다. 제럴딘 비스워너던은 지연으로 인해 하차한 어데버리를 대체하여 멜 역으로 캐스팅되었다. 2월에는 개봉일이 2025년 5월 2일로 앞당겨졌고, MCU 영화 판타스틱 4: 새로운 출발과 자리를 맞바꿨다. 그 달 말에는 조안나 칼로가 제작 중 작가로 합류하여 각본을 다시 쓰고 있었다. 영화의 최종 각본 크레딧에는 피어슨이 스토리 크레딧을 받았고, 칼로와 함께 각본 크레딧을 받았으며, 추가적인 비공개 문학 자료는 이에게 귀속되었다.
각본은 정신 건강, 특히 외로움과 우울증, 특히 밥 / 센트리와의 관계를 탐구한다. 피어슨은 항상 영화를 싸우는 대신 누군가를 안아주는 감정적인 순간으로 끝내는 것을 상상했다. 센트리가 영화에 추가되기 전에는 워커가 주된 적대자로 의도되었는데, 드 폰테인이 그의 슈퍼 솔저 세럼이 약해지고 있다고 믿게 조종하고 해결책으로 약을 주어 그를 "시한폭탄"으로 만들어서 더욱 비호감적이고 "괴물"로 만들었다. 피어슨은 이 버전이 "결코 완전히 작동하지 않았다"고 말했으며, 워커의 행동이 MCU 영화 캡틴 아메리카: 브레이브 뉴 월드(2025)에서 태디어스 로스가 레드 헐크가 되는 플롯 라인과 너무 비슷하다고 느꼈다. 피어슨은 초기에 영화의 악당으로 레드 헐크를 고려했지만, 마블 스튜디오는 브레이브 뉴 월드에 대한 의도된 계획 때문에 거절했다. 싸움에서 쉽게 이길 수 없는 새로운 적대자를 찾던 피어슨은 몇 년 전 센트리 미니시리즈를 읽었던 것을 기억하며, 센트리와 그의 다른 자아인 보이드가 "영웅적 야망과 자존감 대 우울증과 자기 혐오, 외로움과 고립"에 적합하다고 느꼈다. 그는 센트리를 "우리 영웅들을 위한 전체 여정이 하나의 존재로 뭉쳐진 것"이라고 불렀으며, 그의 포함은 스토리를 일관성 있게 만드는 데 도움이 되었다. 피어슨은 캐릭터의 만화 배경 이야기의 많은 요소를 MCU에 맞게 통합할 수 있었던 것을 기쁘게 생각했다. 그 배경 이야기, 즉 보이드(The Void)를 막기 위해 센트리가 세상의 기억에서 자신을 지우는 이야기는 피터 파커 / 스파이더맨도 기억에서 자신을 지우는 스파이더맨: 노 웨이 홈의 줄거리와 비슷했기 때문에 피했다. 센트리의 공동 창작자 폴 젱킨스는 제작진과 이 캐릭터에 대해 논의했으며, 슈라이어는 센트리와 젱킨스가 이 캐릭터로 작업한 것을 "정신 건강에 대한 우화"라고 불렀다. 슈라이어는 이성진이 정신 건강 논의가 "더 이상 틈새 시장이 아니다"라고 느꼈으며, 이는 그들이 "내면성에 대한 이야기를 하면서도 크고 보편적인 느낌을 주는 많은 코미디와 액션을 가질 수 있게 해줬다"고 설명했다.
썬더볼츠* 팀은 이 영화가 성난 사람들에서 탐구하기 시작했던 아이디어를 더 큰 규모로 탐구할 좋은 기회라고 믿었다. 총괄 프로듀서 브라이언 차펙은 센트리를 물리치려면 썬더볼츠가 보이드에 들어가야 하는데, 이 보이드는 그들의 가장 큰 수치를 "수치스러운 방"이라고 불리는 기억으로 나타낸다는 아이디어를 떠올렸다. 이성진은 성난 사람들에서도 그 역할을 맡았던 프로덕션 디자이너 그레이스 윤과 긴밀히 협력하여 각 방의 초기 세부 사항을 만들었다. 피어슨은 원래 그 방들을 "영적이고 몽환적"으로 상상했지만, 영화 《존 말코비치 되기》(1999)에서 볼 수 있는 미로처럼 만드는 것이 개념을 시각화하는 데 도움이 되었고 "더욱 불안한" 느낌을 주었다고 믿었다. 칼로는 수치스러운 방을 더욱 강화하여, 벨로바가 밥을 돕기 위해 보이드에 들어갈 때 영화 초반에 보였던 그녀의 초기 방으로 돌아가도록 제안했다. 슈라이어는 이것이 "가장 큰 수치는 자신이 실제보다 더 큰 존재가 될 수 있다고 생각하는 것, 즉 [밥의] 영웅에 대한 열망이 실제로 모든 것을 무너뜨리고, 그 열망 없이도 자기 자신으로 괜찮아야 한다는 생각의 재현"을 만들었다고 설명했다. 벨로바, 워커, 드 폰테인의 수치스러운 방은 보이며, 다른 캐릭터들을 위한 방들은 영화의 피날레를 위해 고안되어 팀이 그 방들을 통해 탈출할 수 있도록 했다. 그러나 칼로는 보이드를 향한 여정의 핵심에는 그 전에 "빅 배드 순간"이 있어야 하고, 팀이 밥의 수치스러운 방들을 통해 여행해야 한다고 강력히 주장했다. 다른 수치스러운 방에는 다음과 같은 것들이 포함되었다: 쇼스타코프가 굴라크에 던져지는 것; 고스트가 아무도 곁에 있고 싶어 하지 않는 고아원에서 자라는 것; 그리고 버키를 위한 여러 다른 방들은 "예상했던 것보다 약간 덜한" 것으로, 보이 스카우트에서의 "수치스러운 순간"을 포함했다.
슈라이어는 자신의 피치 미팅에서 영화의 포스터나 예고편 중 하나에 제목에 별표를 사용하여 "더 나은 것을 생각해내야 한다"는 것을 암시해야 한다고 제안했다. 파이기, 마블 스튜디오 공동 사장 루이스 디에스포시토, 그리고 마케팅 팀은 이 아이디어를 좋아했고 제목과 마케팅 캠페인에 완전히 적용하기로 결정했다.:4:26–5:15 영화는 2024년 3월까지 공식적으로 썬더볼츠*로 제목이 변경되었다. 이는 제작진이 별표를 붙이면 영화 개봉 시 새로운 제목을 공개할 수 있다는 것을 깨닫게 했고,:4:26–5:15 이는 나중에 이루어져, 엔딩에서 썬더볼츠가 뉴 어벤저스로 밝혀지면서 제목이 더 뉴 어벤져스로 변경되었다. 슈라이어는 엔딩에서 썬더볼츠가 항상 뉴 어벤져스 팀으로 밝혀질 것이라고 말했으며, 나머지 영화는 "그에 걸맞은 올바른 이야기를 만드는 것"이 되었다고 말했다. 피어슨은 파이기가 드 폰테인이 썬더볼츠를 대중에게 어벤져스로 소개해야 한다고 제안했다고 설명했다. "뉴"의 "n"을 대문자로 할지 소문자로 할지, 그리고 각 결정이 무엇을 의미할지 등 추가적인 논의가 이루어졌다. 썬더볼츠*에는 엔딩이 완전히 놀랍지 않도록 "작은 힌트"들이 곳곳에 포함되어 있었다. 예를 들어 뉴욕 전투 갈라, 어벤져스 타워가 와치타워가 되는 것, 그리고 멜이 어벤져스가 처음 결성될 때 자신이 고등학생이었다고 설명하는 것 등이다. 또한, 엔딩 크레딧과 쿠키 영상은 뉴 어벤져스가 이 캐릭터들에게 "반드시 가장 편안하거나 완벽한 조합은 아니다"라는 점을 인정한다. 원래 썬더볼츠라는 이름은 벨로바의 어린 시절 축구팀에서 유래했다.

### 촬영

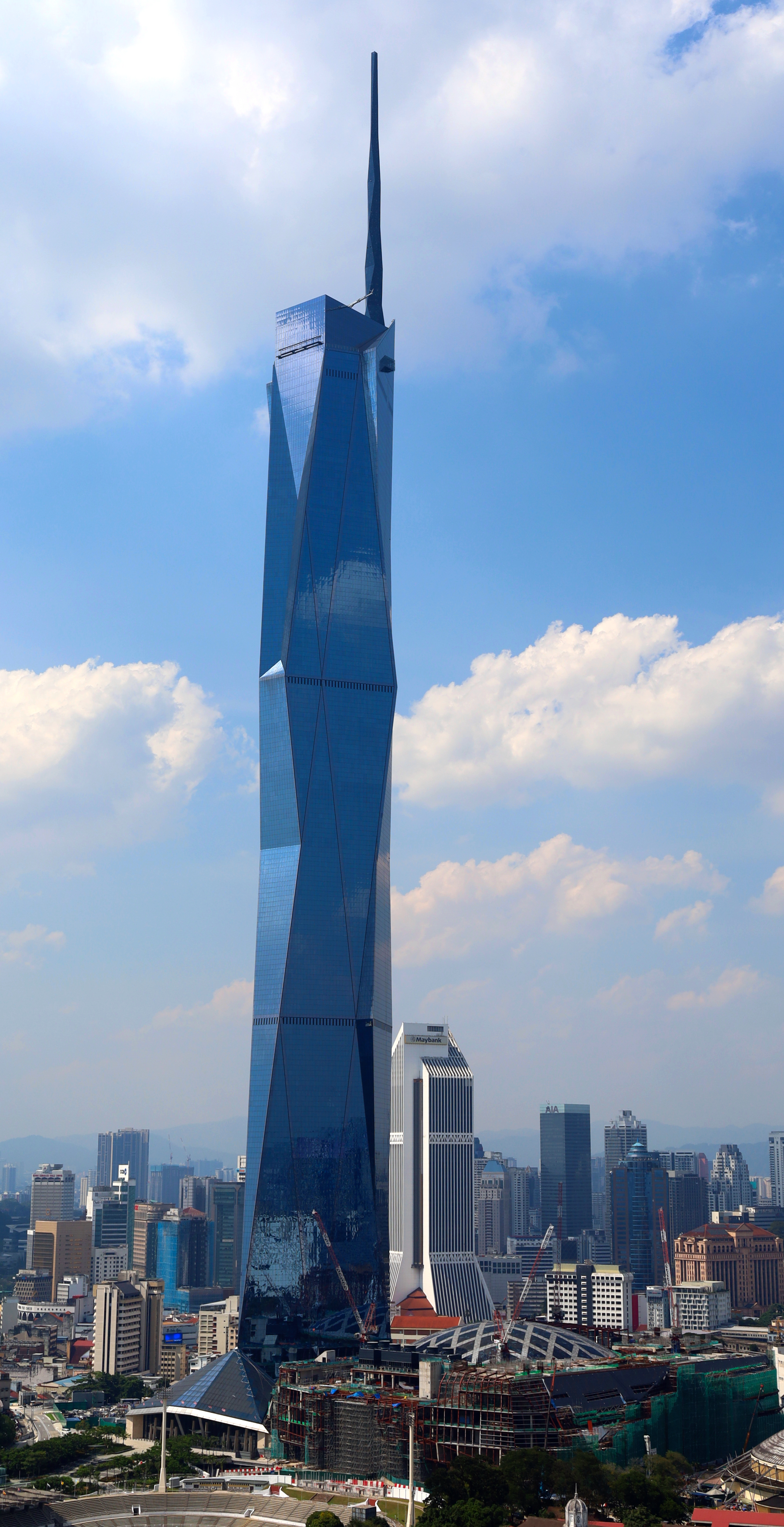
주연 배우 플로렌스 퓨는 영화의 오프닝 시퀀스를 위해 메르데카 118 마천루에서 뛰어내렸다.

촬영은 원래 2023년 6월 중순에 시작되어 6개월 동안 진행될 예정이었다. 처음에는 작가 파업의 영향을 받지 않을 것으로 예상되었으며, 마블 스튜디오는 본 촬영 중에 가능한 한 많은 것을 촬영하고 이미 예정된 재촬영 중에 필요한 각본 수정을 할 계획인 것으로 알려졌다. 촬영은 결국 작가 파업과 이어진 2023년 미국배우조합 파업으로 인해 지연되었다. 원래 촬영 일정은 스탠이 어프렌티스(2024)에서 도널드 트럼프를 연기하기 위해 체중을 늘렸던 것과 겹쳤다. 그는 파업이 시작되자마자 반즈를 연기하기 위해 필요한 신체적 변형을 시작했지만, 방향을 바꿔야 했다. 하버는 애틀랜타에서 기묘한 이야기(2025)의 짐 호퍼 장면과 이 영화를 동시에 촬영할 계획이었다. 그 제작 또한 파업으로 인해 지연되었다.
본 촬영은 2024년 2월 26일까지 시작되었고, 조지아주 애틀랜타의 트릴리트 스튜디오와 애틀랜타 메트로 스튜디오에서 진행되었다. 가제목은 '오스 올 베리스'(Oops All Berries)로, 시리얼 캡앤 크런치의 베리 맛 조각만 들어있는 변종을 참조한 것이다. 앤드류 드로즈 팔레르모가 촬영 감독을 맡았으며, 이전에 마블 스튜디오 시리즈 문나이트(2022)에서 작업한 바 있다. 그는 원래 이 영화에 참여할 예정이었던 스티브 예들린을 대신했다. 이 영화는 IMAX로 촬영되었다. 유타주 에머리 카운티와 그랜드 카운티에서 2024년 5월 29일부터 6월 12일까지 촬영이 진행되었다. 루이드라이퍼스는 6월 초까지 자신의 장면을 모두 촬영했으며, 마블 스튜디오가 캐릭터의 인간성에 초점을 맞추고, 실제 스턴트 시퀀스를 사용하며, 가능한 한 시각 효과를 피하는 등 "초심으로 돌아가려" 노력하고 있다고 말했다. 촬영은 또한 쿠알라룸푸르 메단 파사르 광장과 메르데카 118 마천루에서 진행되었다. 퓨는 벨로바가 메르데카 118 꼭대기에서 뛰어내리는 장면을 스턴트 대역 없이 직접 촬영할 것을 주장했다. 마블 스튜디오는 보험 문제로 처음에는 퓨가 스턴트를 직접 하는 것을 꺼려했지만, 퓨가 케빈 파이기에게까지 계속 주장하자 결국 스턴트 점프를 허용했다. 벨로바가 밥을 구하기 위해 수치스러운 방을 통과하는 장면에서 팔레르모는 독립 영화인 《존 말코비치 되기》, 《이터널 선샤인》(2004), 그리고 A24에서 제작한 《에브리씽 에브리웨어 올 앳 원스》(2022)와 같은 "핸드헬드, 수제 미학"을 사용했다. 파이기는 가능한 한 많은 효과를 실용적으로, 카메라 내에서 구현할 것을 주장했고, 슈라이어는 제작진이 "생각의 고리나 수치스러운 방에 갇히는 것을 실용적으로 표현하는 아이디어"를 좋아했다고 언급했다. 촬영은 6월 19일 주에 마무리되었다.

### 후반 작업
2024년 9월, 크리스 바워와 웬들 피어스가 영화에 캐스팅된 것이 밝혀졌으며, 바워는 홀트 역을, 피어스는 개리 의원 역을 맡았다. 그 달 공개된 영화의 티저 예고편은 2010년부터 2021년까지 MCU에서 나타샤 로마노프 / 블랙 위도우를 연기했던 스칼렛 요한슨이 총괄 프로듀서로 크레딧에 올랐음을 밝혔다. 그러나 요한슨은 영화에 전혀 관여하지 않았기 때문에 자신의 크레딧을 삭제해 달라고 요청했다. 12월 초, 애틀랜타에서 추가 촬영이 이루어졌으며, 밥의 기억 속 "메스 치킨" 수치스러운 방 시퀀스 촬영도 포함되었다. 해리 윤과 앤절라 카탄자로가 영화를 편집했다. 윤은 이전에 MCU 영화 샹치와 텐 링즈의 전설(2021)에서 작업했으며, 슈라이어와 함께 성난 사람들에서 작업했다. 제이크 모리슨이 시각 효과 슈퍼바이저이며, 시각 효과는 인더스트리얼 라이트 & 매직, 프레임스토어, 디지털 도메인, 라이징 선 픽쳐스, Raynault VFX, 베이스 FX, 크래프티 에이프스, 그리고 Mammal Studios에서 제공했다.
썬더볼츠*에는 영화 종료 14개월 후를 배경으로 한 쿠키 영상이 포함되어 있는데, 뉴 어벤져스가 우주 공간의 문제에 대해 논의하던 중, 지구-616으로 진입하는 차원간 우주선에 대한 통보를 받는다. 이 우주선은 판타스틱 4의 것으로 밝혀진다. 슈라이어는 이 장면이 영화 개봉 약 한 달 전에 어벤져스: 둠스데이(2026) 세트장에서 그 영화의 감독인 루소 형제에 의해 촬영되었으며, 그 영화를 위한 것이었다고 말했다. 슈라이어는 쿠키 영상이 촬영될 때 현장에 있었다. 슈라이어는 이 장면을 구상하는 데 도움을 주면서 캐릭터들이 "완전히 새로운 세계와 새로운 범위"에서 기능하도록 넘겨지고 있으며, 이 영화에서 이루어졌던 것과는 "다른 맥락과 다른 수준의 범위"에서 그들이 "연출되는 것을" 즐겼다고 언급했다. 피어슨은 칼로가 쿠키 영상을 썼다고 믿었다. 원래는 반즈와 워커가 배에 숫자 4가 있는 것에 대해 "1루수가 누구야"-스타일의 대화를 나누는 장면이 포함되어 있었지만 잘려나갔다. 스탠은 이 부분이 "천재적"이라며 잘려나간 것에 대해 슬퍼했고, 러셀은 그 대화가 "레슬리 닐슨 스케치"가 되었다고 말했다.

## 음악
밴드 손 럭스는 2025년 2월 첫째 주 런던의 애비 로드 스튜디오에서 썬더볼츠*의 사운드트랙 녹음을 시작했다. 이는 멤버 라이언 로트가 이전에 슈라이어의 영화 페이퍼 타운(2015)의 사운드트랙을 작업했던 경험이 있기 때문이다. 그들의 음악이 담긴 사운드트랙 앨범은 2025년 4월 30일 할리우드 레코드와 마블 뮤직에 의해 발매되었다.

## 개봉

### 극장 개봉
《썬더볼츠*》는 2025년 4월 22일 영국 런던의 시네월드 레스터 스퀘어에서 유럽 초연을 가졌고, 2025년 4월 28일 로스앤젤레스에서 초연했다. 영화는 5월 2일 미국에서 개봉했으며, 아이맥스, 돌비 시네마, RealD 3D, ScreenX, 4DX 등의 포맷으로 상영되었다. 이전에 2024년 7월 26일, 2024년 12월 20일, 그리고 2025년 7월 25일로 예정되어 있었다. 이 영화는 MCU 페이즈 5의 마지막 작품이다.

### 홈 미디어
이 영화는 2025년 7월 1일 디지털 다운로드로 출시될 예정이며, 7월 29일에는 울트라 HD 블루레이, 블루레이, DVD로 출시된다. 홈 미디어 출시작에는 삭제된 장면, 개그 릴, 감독 코멘터리 및 특수 영상이 포함된다.

## 평가

### 흥행
2025년 6월 22일 (2025-06-22) 기준, 《썬더볼츠*》는 미국과 캐나다에서 1억 9천만 달러, 그 외 지역에서 1억 9천 2백만 달러를 벌어들여 전 세계 총 3억 8천 1백만 달러의 수익을 기록했다. 이 영화는 MCU 영화 중 가장 낮은 수익을 올린 작품 중 하나로, 버라이어티는 손익분기점을 넘기려면 전 세계적으로 4억 2천 5백만 달러를 벌어야 한다고 보도했는데, 이는 "달성 불가능한" 목표로 평가되었다.
2025년 4월 중순, 《썬더볼츠*》는 미국에서 개봉 첫 주말 6300만~7700만 달러의 수익을 올릴 것으로 예상되었고, "목표 수치"는 7000만 달러였다. 월말이 되자, 이 영화는 국내에서 7000만~7500만 달러, 개봉 주말에 전 세계적으로 1억 6천만~1억 7500만 달러를 벌어들일 것으로 예상되었고, 일부 국내 예상치는 8천만~9천만 달러에 달했다. 이 영화는 개봉 첫날 국내에서 3150만 달러를 벌어들였으며, 여기에는 목요일 밤 시사회 수익 1150만 달러가 포함된다. 개봉 첫 주말에는 국내에서 7400만 달러, 해외에서 8610만 달러를 벌어들여 총 1억 6010만 달러를 기록했으며, 이 중 2000만 달러는 아이맥스 상영에서 나왔다. 두 번째 주말에는 3310만 달러를 벌어들이며 박스 오피스 정상에 머물렀다. 55%의 하락률은 그해 초 캡틴 아메리카: 브레이브 뉴 월드의 68% 하락률에 비해 MCU 영화치고는 양호한 것으로 평가되었다. 세 번째 주말에는 1700만 달러를 벌어들이며 52% 하락했고, 신작 《파이널 데스티네이션 블러드라인》에 밀려 2위로 내려앉았다.

### 비판적 평가
리뷰 애그리게이터 로튼 토마토에서 347명의 평론가 중 88%가 이 영화에 긍정적인 평가를 주었다. 이 사이트의 평론가 합의는 다음과 같다: "플로렌스 퓨를 중심으로 한 강력한 언더독 집단을 모아, 썬더볼츠*는 MCU 최고의 모험들의 검증된 청사진으로 상쾌하게 돌아간다."

메타크리틱은 53명의 평론가로부터 100점 만점에 가중 평균 68점을 받아 "대체로 호의적인" 평가를 받았다.

시네마스코어에서 관객들은 A+부터 F까지의 척도에서 평균 "A–" 등급을 주었고, PostTrak에서 조사한 관객들은 평균 4.5점 만점에 5점을 주었으며, 74%는 이 영화를 확실히 추천할 것이라고 답했다.
NPR의 평론가 밥 몬델로는 《썬더볼츠*》에 대해 대체로 긍정적인 평가를 내리며, 이 영화를 "부적격 용병과 대중 심리의 적절한 조합"이라고 평했다. AP 통신의 제이크 코일은 3/4점을 주며 "훌륭한 배우진(심지어 웬델 피어스까지!)을 포함한 모든 요소들이 마블이 한동안 보여주지 못했던 방식으로 매끄럽게 어우러졌다. 무엇보다 퓨는 영화의 모든 부분을 장악한다"고 썼다. 데일리 텔레그래프의 로비 콜린은 이 영화에 2/5점을 주며 "그냥 칙칙함의 연속이고, 마지막 엔딩 크레딧 장면에서는 더 밝고 덜 복잡한 이야기들이 기다린다고 예고할 뻔뻔함까지 보인다. 시장을 창출하는 것에 대해 말이다"라고 썼다. BBC 문화의 니콜라스 바버는 《썬더볼츠*》에 대해 대체로 긍정적인 평가를 내리며, 캐릭터 중심적인 접근 방식과 퓨의 연기를 칭찬했다. 그는 이 영화가 최근 마블 작품들에 비해 더 현실적이고 감정적으로 공감할 수 있는 서사를 제공하면서도, 예상되는 액션과 유머를 선사한다고 언급했다.

### 수상
| 시상식                        | 시상일          | 부문                          | 수상자                | 결과 | Ref.    |
| ----------------------------- | --------------- | ----------------------------- | --------------------- | ---- | ------- |
| 크리틱스 초이스 슈퍼 어워드   | 2025년 8월 7일  | 최고의 슈퍼히어로 영화        | 썬더볼츠*             | 미정 | [ 135 ] |
| 크리틱스 초이스 슈퍼 어워드   | 2025년 8월 7일  | 최고의 슈퍼히어로 영화 배우   | 데이비드 하버         | 미정 | [ 135 ] |
| 크리틱스 초이스 슈퍼 어워드   | 2025년 8월 7일  | 최고의 슈퍼히어로 영화 배우   | 루이스 풀먼           | 미정 | [ 135 ] |
| 크리틱스 초이스 슈퍼 어워드   | 2025년 8월 7일  | 최고의 슈퍼히어로 영화 여배우 | 줄리아 루이드라이퍼스 | 미정 | [ 135 ] |
| 크리틱스 초이스 슈퍼 어워드   | 2025년 8월 7일  | 최고의 슈퍼히어로 영화 여배우 | 플로렌스 퓨           | 미정 | [ 135 ] |
| 크리틱스 초이스 슈퍼 어워드   | 2025년 8월 7일  | 영화 최고의 빌런              | 루이스 풀먼           | 미정 | [ 135 ] |
| 니켈로디언 키즈 초이스 어워드 | 2025년 6월 21일 | 좋아하는 영화                 | 썬더볼츠*             | 후보 | [ 136 ] |
| 니켈로디언 키즈 초이스 어워드 | 2025년 6월 21일 | 좋아하는 엉덩이 차는 사람     | 플로렌스 퓨           | 후보 | [ 136 ] |
| 니켈로디언 키즈 초이스 어워드 | 2025년 6월 21일 | 좋아하는 엉덩이 차는 사람     | 세바스티안 스탄       | 후보 | [ 136 ] |

## 마케팅
2024년 3월 촬영이 시작된 후, 퓨와 마블 스튜디오는 그녀의 새로운 블랙 위도우 의상과 슈라이어와 함께 한 영화의 업데이트된 로고를 보여주는 세트 영상을 공개했다. 새로운 로고는 제목을 "썬더볼츠* "로 표기했다. TheWrap의 크리스틴 로페즈는 시청자들이 "그녀가 보여준 짧은 이미지들을 즉시 해체하기 시작할 것"이라고 느꼈으며, 기즈모도의 사비나 그레이브스는 이 영상이 즐겁고 벨로바의 장면을 위한 재미있는 티저였다고 느꼈다. 그녀는 퓨의 짧은 머리와 슈라이어에게 "이런 걸 보여주면 안 된다"고 농담하는 것을 강조했다. 콜라이더의 크리스 맥퍼슨도 퓨의 의상에 대해 언급하며 "매우 군사적이고 전술적"이라고 말했고, 그녀의 청록색 아이라이너를 언급했다. 여러 평론가들은 업데이트된 로고에 별표가 있는 이유에 대해 의문을 제기했다. 다음 달, 파이기는 썬더볼츠*가 공식 제목임을 확인했으며, 별표 사용은 영화 개봉 후 설명될 것이라고 말하여, 그 의미에 대한 지속적인 추측을 불러일으켰다. 한 이론은 팀이 영화에서 썬더볼츠가 아니라 다크 어벤저스나 뉴 어벤져스와 같은 어벤져스 이름의 변형으로 불릴 것이라고 제안했다. 또 다른 제안은 MCU에 만화의 명단과 더 밀접하게 일치하는 캐릭터들로 구성된 또 다른 썬더볼츠 팀이 있다는 것이었다.
2024년 6월 시네유럽에서 비하인드 씬 영상이 공개되었으며, 다음 달 SDCC에서는 슈라이어와 출연진이 참석하여 영화의 첫 영상이 공개되었다. 하버는 패널에 레드 가디언 복장을 하고 나타났다. SDCC 영상이 온라인 유출된 후, 마블은 8월 회사 창립 85주년 기념 영상에서 썬더볼츠 팀의 공식 모습을 공개했다. 한 달 뒤 영화의 티저 예고편이 공개되었으며, 픽시스의 노래 "Where Is My Mind?"가 사용되었다. 테크레이더의 톰 파워는 티저가 이전에 유출된 영상보다 더 길고 고품질 버전이며, 영화가 "매우 좋아 보인다"고 느꼈다. 그는 캐릭터들의 정체성 문제와 티저의 액션과 톤을 강조했다. 디 A.V. 클럽의 메리 케이트 카는 영화를 둘러싼 다양한 미스터리(제목의 별표 포함)를 언급하며, 티저가 어떠한 비밀이나 줄거리 세부 사항도 공개하기를 "용감하게" 거부했다고 말했다. 두 번째 예고편은 2025년 2월 슈퍼볼 LIX에서 공개되었다. 평론가들은 이 예고편이 제목의 팀이 밥 / 센트리의 사악한 alter-ego인 보이드와 싸울 것이라는 추측을 확인시켜주는 것처럼 보인다고 언급했다. 예고편에서 레드 가디언은 팀의 업적이 시리얼 상자에 스포츠 인물을 등장시키고 "챔피언들의 아침 식사"라는 슬로건으로 유명한 휘티스의 표지에 실리기를 바란다고 말한다. 예고편과 함께 마블 스튜디오는 팀이 등장하는 휘티스 상자를 모방한 영화 포스터를 공개했다. 포스터에 대한 그들의 소셜 미디어 게시물에는 "챔피언들의 아침 식사 챔피언 썬더볼츠*"라는 캡션이 붙었다. 별표를 테마로 한 국제 포스터도 공개되었는데, 제목 별표에 대한 각주로 "어벤져스는 사용할 수 없습니다"라고 되어 있었다. 슬래시필름의 키런 피셔는 이것이 농담인지, 아니면 영화 제목의 별표 뒤에 숨겨진 진정한 의미인지 의문을 제기했다. 기즈모도의 제임스 휘트브룩과 IGN의 스콧 콜루라는 모두 이 각주가 팀을 엉성하고 유머러스한 영웅 집단으로 제시하는 영화의 마케팅 접근 방식과 일치한다고 믿었으며, 별표가 "실제로 심각한 미스터리"는 아니라고 보았다.
2025년 3월, 레터박스는 A24에서 제작한 독립 영화 스타일로 편집된 영화 예고편을 공개했다. 이 예고편에는 테크노 음악, 마블 스튜디오 로고의 "A24 스타일 변경", 그리고 영화 출연진과 제작진이 작업했던 A24의 이전 프로젝트를 강조하는 타이틀 카드가 포함되어 있다. 슈라이어는 이 예고편을 구상하는 데 도움을 주었으며, 이 예고편은 퓨가 이 영화를 "마블 슈퍼히어로가 나오는 인디, A24 느낌의 암살 영화"라고 묘사했을 때쯤 공개되었다. 폴리곤의 조샤 밀먼은 마블이 레터박스를 통해 예고편을 공개했을 때 "영화 팬들을 염두에 두었다"고 말했다. 예고편이 내세운 창의적인 혈통에도 불구하고 그녀는 썬더볼츠*가 여전히 마블 영화에서 "대체로 당신이 기대하는 것"일 것이라고 생각했다. A24는 예고편 공개 전에는 이를 알지 못했으며, 유포리아(2019–현재)의 밈으로 소셜 미디어에 응답했다. 3월 말, 마블 스튜디오는 스탠, 러셀, 퓨, 풀먼, 하버, 존카먼을 포함한 많은 MCU 출연진이 크로스오버 영화 어벤져스: 둠스데이에 출연할 것이라고 발표했다. 평론가들은 이 발표가 영화의 사건에서 누가 살아남을지 밝히고, 예고편에 태스크마스터의 출연이 제한적이었기 때문에 태스크마스터가 이야기 초반에 죽을 것이라는 추측과 일치하는 것이 스포일러인지에 대해 논의했다. 너디스트의 마이클 월시는 이 발표를 비판하며, 일부 사람들이 썬더볼츠*에 관심을 가졌던 핵심 이유 중 하나인 주연 배우 중 누구라도 죽을 수 있다는 느낌을 약화시켰다고 느꼈다. 그는 이를 특공대작전(1967)의 생존자를 스포일러하는 것에 비유하며, 마블이 둠스데이 발표에서 썬더볼츠* 출연진을 제외했어야 한다고 말했다. IGN의 아멜리아 엠버윙은 "만화 프랜차이즈에서 누가 살아남는지 아는 것은 별로 중요하지 않다"고 말했으며, 또한 돌아오는 배우들이 멀티버스 내의 다른 우주에서 온 캐릭터 버전을 연기할 수 있기 때문에 이 발표가 반드시 스포일러는 아니라고 느꼈다.
2025년 4월 22일, 미국 내 10개 주요 도시에서 다양한 팬 시사회가 열렸다. 4월 말, 마블은 영화의 휘티스에서 영감을 받은 포스터를 모방한 한정판 시리얼 상자를 만들기 위해 휘티스와의 협업을 발표했다. 이 영화의 마케팅 캠페인은 7500만~1억 달러 규모로 평가되었으며, 할리데이비슨, 타이드, 휘티스, 마이크 앤 아이크, 포뮬러 E 레이싱과 함께하는 쿠프라 키로, 링크드인, 퍼펙트 스포츠, 그리고 애리조나 비버리지 컴퍼니와의 파트너십을 특징으로 했다.

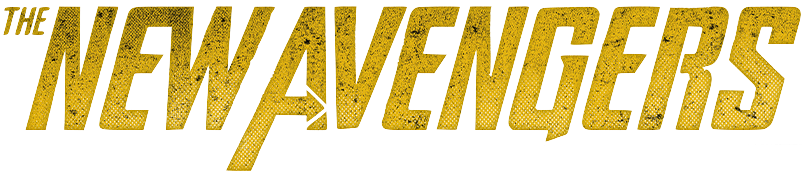
더 뉴 어벤져스 로고

영화 개봉 주말 후, 마블 스튜디오는 영화의 이름을 더 뉴 어벤져스로 변경했다. 스튜디오는 포스터에서 썬더볼츠* 로고를 떼어내 더 뉴 어벤져스를 공개하는 배우들의 영상을 공개했으며, 빌보드와 극장 간판도 더 뉴 어벤져스로 업데이트되었고, 새로운 포스터도 공개되었다. 슈라이어는 업데이트된 제목을 공개하고 받아들이는 것이 스튜디오의 계획의 일부였고, 영화 제목에 별표가 처음 포함된 이후부터 그렇게 구축되어 왔다고 설명했다. 디즈니는 영화 제목이 공식적으로 변경된 것이 아니라 별표가 "풀어졌다"고 명확히 밝혔으며, 티켓 서비스는 뉴 어벤져스 이름이 포함된 업데이트된 포스터를 특징으로 하면서도 영화를 썬더볼츠*로 계속 나열했다. 엔터테인먼트 위클리의 시드니 벅스밤은 이것이 영화가 "서사적 목적을 위해 개봉 며칠 후 제목을 변경할 계획을 미리 세운" 최초의 사례라고 느꼈다.

## 참조

### 내용주
1. ↑  '*'는 영화에서 썬더볼츠 팀이 뉴 어벤저스가 된다는 것을 의미한다. 엔딩 크레딧과 일부 개봉 후 마케팅에서 제목이 더 뉴 어벤저스로 변경되었지만,[5] 공식 영화 제목은 여전히 썬더볼츠*로 남아있다.[6]
2. ↑  이는 어벤져스: 둠스데이 (2026)에서 묘사될 예정이다.[7]
3. ↑  영화 밖에서 판타스틱 4의 우주선과 로고로 식별되며, 그들의 고향 현실에서 지구-616으로 도착한다.[8]